# جایزه بزرگ اسپانیا ۱۹۷۰
جایزه بزرگ اسپانیا ۱۹۷۰ (انگلیسی: ‎1970 Spanish Grand Prix‎) یک مسابقهٔ موتوری در رشتهٔ اتومبیل‌رانی فرمول یک بود که در تاریخ ۱۹ آوریل ۱۹۷۰ در پیست دل جاراما واقع در مادرید، اسپانیا برگزار شد. این گراند پری در میان ۱۳ گراند پری در فصل ۱۹۷۰، مسابقهٔ شمارهٔ ۲ بود.
در این مسابقه که در ۹۰ دور و به مسافت ۳۰۶٫۳۶۰ کیلومتر (۱۹۰٫۳۶۳ مایل) برگزار شد، پول پوزیشن توسط جک برابام کسب شد و سریع‌ترین زمان برای طی یک دور پیست که برابر با ۱:۲۴٫۳ بود نیز توسط جک برابام به ثبت رسید.
جکی استوارت از تیم مارچ-فورد، بروس مک‌لارن از تیم مک‌لارن-فورد و ماریو اندرتی از تیم مارچ-فورد به‌ترتیب مقام‌های اول تا سوم مسابقه را کسب کردند.

## رده‌بندی قهرمانی پس از مسابقه
|       | جایگاه | راننده       | امتیاز |
| ----- | ------ | ------------ | ------ |
| ۲     | ۱      | جکی استوارت  | ۱۳     |
| ۱     | ۲      | جک برابام    | ۹      |
| ۱     | ۳      | دنی هیولم    | ۶      |
| ۱۰    | ۴      | بروس مک‌لارن  | ۶      |
| ۹     | ۵      | ماریو اندرتی | ۴      |
| منبع: |        |              |        |

|       | جایگاه | سازنده      | امتیاز |
| ----- | ------ | ----------- | ------ |
| ۲     | ۱      | مارچ-فورد   | ۱۳     |
|       | ۲      | مک‌لارن-فورد | ۱۲     |
| ۲     | ۳      | برابام-فورد | ۹      |
| ۱     | ۴      | لوتوس-فورد  | ۵      |
| ۱     | ۵      | ماترا       | ۳      |
| منبع: |        |             |        |

یادداشت
- تنها پنج جایگاه نخست از هر رده‌بندی نمایش داده شده‌است.